# Chicago-Marathon 2003
| 26. Chicago-Marathon    | 26. Chicago-Marathon           |
| ----------------------- | ------------------------------ |
| Stadt                   | Chicago, Vereinigte Staaten    |
| Datum                   | 12. Oktober 2003               |
| Distanz                 | 42,195 Kilometer               |
| Sieger                  |                                |
| Männer                  | Evans Rutto (2:05:50 h)        |
| Frauen                  | Swetlana Sacharowa (2:23:07 h) |
| ← Chicago-Marathon 2002 | Chicago-Marathon 2004 →        |
| Website                 | Offizielle Website             |

Der Chicago-Marathon 2003 (offiziell: LaSalle Bank Chicago-Marathon 2003) war die 26. Ausgabe der jährlich stattfindenden Laufveranstaltung in Chicago, Vereinigte Staaten. Der Marathon fand am 12. Oktober 2003 statt.
Bei den Männern gewann Evans Rutto in 2:05:50 h, bei den Frauen Swetlana Sacharowa in 2:23:07 h.

## Ergebnisse

### Männer
| Platz | Athlet                | Land               | Zeit (h) |
| ----- | --------------------- | ------------------ | -------- |
| 01    | Evans Rutto           | Kenia              | 2:05:50  |
| 02    | Paul Koech            | Kenia              | 2:07:07  |
| 03    | Daniel Njenga         | Kenia              | 2:07:41  |
| 04    | Peter Chebet Kiprono  | Kenia              | 2:08:43  |
| 05    | Jimmy Muindi          | Kenia              | 2:08:57  |
| 06    | Abdelkader El Mouaziz | Marokko            | 2:09:38  |
| 07    | Meb Keflezighi        | Vereinigte Staaten | 2:10:03  |
| 08    | Hendrick Ramaala      | Südafrika          | 2:10:55  |
| 09    | Sisay Bezabeh         | Australien         | 2:11:08  |
| 10    | Josephat Kiprono      | Kenia              | 2:11:30  |

### Frauen
| Platz | Athletin                 | Land               | Zeit (h) |
| ----- | ------------------------ | ------------------ | -------- |
| 01    | Swetlana Sacharowa       | Russland           | 2:23:07  |
| 02    | Constantina Tomescu Diță | Rumänien           | 2:23:35  |
| 03    | Jeļena Prokopčuka        | Lettland           | 2:24:53  |
| 04    | Albina Iwanowa           | Russland           | 2:25:35  |
| 05    | Grażyna Syrek            | Polen              | 2:26:22  |
| 06    | Małgorzata Sobańska      | Polen              | 2:27:50  |
| 07    | Colleen De Reuck         | Vereinigte Staaten | 2:28:01  |
| 08    | Madina Biktagirowa       | Russland           | 2:28:33  |
| 09    | Nuța Olaru               | Rumänien           | 2:29:00  |
| 10    | Deeja Youngquist         | Vereinigte Staaten | 2:29:01  |